# لیموده
محله مرکزی صومعه سرا در گذشته لیموده نام داشت. 

## محدوده
این محله محدود به خیابانهای جعفری مسجد لیموده (ولی عصر) خیابان ثریا (امام خمینی) و چهارراه خاکیان تا خیابان نادر رهبر می‌شد.

## نامگذاری
دلیل این نامگذاری وجود باغهای لیموی فراوان در این منطقه نقل شده‌است.

اکنون لیموده به روستایی در کنار همین منطقه که روزگاری زمینهای اربابان لیموده در آن قرار داشت، گفته می‌شود.